# الإعاقة في العصور الوسطى
لم يتم توثيق الإعاقة بشكل جيد في العصور الوسطى، على الرغم من أن الأشخاص ذوي الإعاقة شكلوا جزءًا كبيرًا من المجتمع في العصور الوسطى كجزء من الفلاحين ورجال الدين والنبلاء. لم تتم كتابة أو تسجيل سوى القليل جدًا عن مجتمع المُعاقين بشكل عام في ذلك الوقت، ولكن تم الحفاظ على وجودهم من خلال النصوص الدينية وبعض المجلات الطبية.

## الإعاقة في الثقافة
مجتمع المُعاقين[محل شك] كانت جزءًا محددًا من المجتمع في العصور الوسطى. لم يكن يُنظر إلى الإعاقة على أنها صفة غير عادية بين الناس في العصور الوسطى، وبالتالي لم يتم توثيقها بشكل كبير. لم يكن الإعاقة كفئة من الضعف في اللغة في العصور الوسطى، بل كانت هناك مصطلحات مثل "أعمى" و"غبي" و"أعرج" تشير إلى أولئك الذين يعانون من إعاقات جسدية. نشأت فكرة كون الإعاقة غير مرغوب فيها أو غير مقدسة من حركة تحسين النسل التي بدأت في أوائل القرن العشرين. يزعم العديد من العلماء، مثل هنري جاك ستيكر، مؤلف كتاب تاريخ الإعاقة، أن الأشخاص الذين يعيشون مع الإعاقة "لم يكونوا أقل تميزًا في فجر العصور الوسطى من الضعفاء اقتصاديًا".:67:67 ونتيجة للعمل المكثف الذي شكل الزراعة خلال هذه الفترة الزمنية، تم العثور على العديد من الفلاحين والأقنان يعانون من إصابات واسعة النطاق في العمود الفقري والأطراف، فضلاً عن توقف النمو وسوء التغذية والتشوهات العامة.[بحاجة لمصدر]
تم العثور على الأشخاص ذوي الإعاقة في جميع فئات المجتمع. كان الملوك في جميع أنحاء أوروبا معروفين بوجود أشخاص ذوي قامة قصيرة أو أحدب أو آخرين من ذوي الإعاقات في بلاطهم حيث كانوا يشغلون أدوارًا مثل دور أحمق الملك أو مهرج البلاط. هذه الرتبة منحت الشخص المعاق مستوى من الهيبة. وكان يُسمح لهم بالسخرية أو إخبار الحاكم بالحقيقة، حتى لو كان سماعها لا يرضيهم.:70

## الدين وذوي الإعاقة
كانت للمسيحية، الديانة السائدة في أوروبا الغربية، آراء متباينة بشأن الإعاقة. في الكتاب المقدس، تم ربط الإعاقة بالخطيئة والعقاب، ولكن أيضًا بالشفاء والاستشهاد.
اعتقد بعض الكهنة والعلماء في العصور الوسطى أن الجسد يفسد بالخطيئة، ولذلك اتخذ العقاب الإلهي شكل أمراض جسدية. إلا أن مدارس فكرية معارضة دارت حول مفهوم أن ذوي الإعاقة أظهروا تقوى أعلى من غيرهم ممن لم يُعانوا من إعاقات جسدية.

### الكتاب المقدس
في العهد القديم، أعطى الله الناس الإعاقات كشكل من أشكال العقاب الإلهي، وكان جذرها هو الدفع مقابل الخطايا التي ارتكبوها.[بحاجة لمصدر]
وفي العهد الجديد، هناك المزيد من المحتوى فيما يتعلق بالشفاء والمعجزات التي قام بها يسوع المسيح.

### القانون الكنسي
كان القانون الكنسي، وهو مجموعة القوانين التي اتبعتها الكنيسة الكاثوليكية، يحتوي على قيود قليلة ضد الأشخاص ذوي الإعاقة، مثل منع الأشخاص ذوي الإعاقة الجسدية من أن يصبحوا رجال دين. ومع ذلك، كانت هناك قوانين متناقضة داخل القوانين، مما يسمح لأولئك الذين أصبحوا معاقين بعد الوصول إلى الكهنوت بالقدرة على الصعود في التسلسل الهرمي ليصبحوا أساقفة.[بحاجة لمصدر]
أصدر مجمع لاتران الرابع عام 1215 قانونًا يربط بين ضعف الجسد وبين الخطيئة أحيانًا. ولذلك، طُلب من الأطباء في العصور الوسطى الاستماع إلى اعترافات مرضاهم حتى تُشفى أرواحهم قبل فحص أجسادهم.

### الصدقات
في الأديرة والكنائس الأوروبية في العصور الوسطى، كانت الصدقات تُمنح غالبًا لمن يُعتبرون محرومين أو ذوي إعاقة. وكان مجتمع ذوي الإعاقة من أكبر الفئات التي استفادت من صدقات الرهبان والكهنة المحليين.
منح لويس التاسع (القديس لويس) ملك فرنسا الأشخاص المكفوفين حقًا قانونيًا نادرًا للتسول في شوارع باريس.

## الإعاقة في الطب في العصور الوسطى
في عالم الطب في العصور الوسطى، ارتبط المرض والإعاقة ارتباطًا سببيًا بالخطيئة. ولأن الدين لعب دورًا كبيرًا في المجتمع القروسطي، فقد نُسبت العديد من التغيرات والتشوهات في جسم الإنسان إلى خطايا المرء، التي تعود إلى الخطيئة الأصلية. تباينت ردود الفعل ووجهات النظر لدى الأشخاص ذوي الإعاقة، نظرًا لاختلاف نظرة مجموعات المسيحيين إلى الإعاقة.
عمومًا، كان أطباء العصور الوسطى يعزون جزءًا كبيرًا من عملهم إلى مزيج من القدرة على علاج الأمراض، كالحمى والبثور، والإيمان الديني. فإذا لم يخف المرض أو الإعاقة الجسدية بمرور الوقت، كان يُعتبر "مرضًا عضالًا"، وبالتالي يُعتبر قضاءً من الله.:68
غالبًا ما تم تصنيف الاضطرابات العقلية ضمن المس الشيطاني، حيث لم يكن من قدرة الطبيب على تشخيصها أو علاجها في ذلك الوقت، وبالتالي تُرك المرضى الذين يعانون من اضطرابات عقلية للصلاة من أجل الشفاء الإلهي.[بحاجة لمصدر]
في أواخر العصور الوسطى، بدأ دار للإحسان في مدينة لندن في رعاية الأشخاص ذوي الإعاقات العقلية، وأصبح مستشفى بيتليم ‏ أول مؤسسة للأمراض العقلية في أوروبا.

### الجذام
لقد قدم المصابون بالجذام إحدى أكثر صور الإعاقة شيوعًا في العصور الوسطى. كان مرض الجذام مرضًا أصاب العديد من الناس في جميع أنحاء أوروبا في العصور الوسطى، وكان سببه مزيج من سوء النظافة ونقص الموارد مثل العلاجات المناسبة للمرض. في ذلك الوقت، كانت هناك مشاعر مختلطة حول هذه المجموعة. وقد زعم البعض، مثل فرانسيس الأسيزي، أن المصابين بالجذام هم أولئك الذين حولوا أنفسهم إلى صور يسوع المسيح، ويجب التعامل معهم كرمز حي لاستشهاده. وأدان آخرون، وخاصة بعد أن بدأ الطاعون الدبلي في تدمير أوروبا نحو أواخر العصور الوسطى، المصابين بالجذام باعتبارهم خطاة وكانوا هم أنفسهم من نشر الطاعون. ولوقف انتشار هذا المرض المروع، وضع المسؤولون الأفراد الذين تظهر عليهم الأعراض، وأحيانا أفراد أسرهم، في دور رعاية للمصابين بالجذام ‏. كانت غالبًا في مواقع منعزلة ومصممة على غرار الأديرة.

### الوهم الزجاجي
لقد حدثت بعض الحالات البارزة من الوهم الزجاجي ‏ خلال أواخر العصور الوسطى. يتضمن هذا الاضطراب العقلي اعتقاد الشخص بأنه مصنوع من الزجاج وأنه هش، وقادر على الكسر أو التحطم عند الاصطدام.

### الكآبة
كان يُعتقد أن الاكتئاب ناتج عن اختلال التوازن في الأخلاط الأربعة داخل جسم الإنسان، حيث تسبب زيادة الصفراء السوداء في ظهور أعراض تشبه أعراض الاكتئاب من حزن وسلوك خامل وخامل.

## أبرز الشخصيات المُعاقين في أوروبا في العصور الوسطى
على الرغم من أن الإعاقة كانت موجودة طوال العصور الوسطى، إلا أن حالات قليلة جدًا تم توثيقها خلال العصور الوسطى المبكرة والعالية، حيث لم يتمكن سوى عدد قليل من الأطباء من تشخيص العديد من الحالات بشكل صحيح.
- الملك شارل السادس ملك فرنسا (1368–1422؛ حكم 1380–1422)، المعروف باسم شارل لو فو (شارل المجنون)،[8]:514–516من المعروف أنه عانى من الوهم الزجاجي  [لغات أخرى]‏ أثناء حكمه.
- الملك هنري السادس ملك إنجلترا (1421–1471؛ حكم 1422–1461 و1470–1471)[8]:586
- نيكاسيوس فيوردا، ولد أعمى وتلقى تعليمه في جامعة لوفين عام 1459، وحصل على مؤهل في الفنون واللاهوت، ثم التحق بجامعة كولونيا عام 1489 وحصل على درجة الدكتوراه في القانون الكنسي.[9]
- كان أيلريد من رييفو  [لغات أخرى]‏ (1110-1167)، الكاتب الإنجليزي ورئيس الدير والقديس، يعاني من سوء التغذية الذي سببه لنفسه (الصيام)، بالإضافة إلى التهاب المفاصل الشديد.[10]